# جورج ت. داونينغ
جورج ت. داونينغ (30 ديسمبر 1819-21 يوليو 1903) ناشط في مجال إلغاء عقوبة الإعدام وفي مجال الحقوق المدنية للأمريكيين الأفارقة أثناء بناء مهنة ناجحة كصاحب مطعم في مدينة نيويورك، ونيوبورت، رود آيلاند؛ والعاصمة واشنطن. كان والده بائع محار ومتعهد طعام في فيلادلفيا ونيويورك، حيث أسس شركة تجتذب العملاء البيض الأثرياء. من ثلاثينيات القرن التاسع عشر حتى نهاية عصر العبودية، كان داونينغ نشطًا في شبكة السكك الحديدية تحت الأرض، مستخدمًا مطعمه كمحطة استراحة للاجئين المتنقلين. بنى عملًا في موسم الصيف في نيوبورت، وجعله منزلًا له. لأكثر من 10 سنوات، عمل على دمج مدارس رود آيلاند العامة. خلال الحرب الأهلية الأمريكية (1861-1865)، ساعد داونينغ في تجنيد جنود أمريكيين أفارقة.
بعد الحرب، انتقل داونينغ إلى واشنطن العاصمة، حيث أدار لمدة اثني عشر عامًا غرفة الطعام في مجلس النواب. كان عضوًا بارزًا في حركة مؤتمرات الملونين وعمل على الانضمام إلى جهود حقوق المرأة وحقوق السود. أصبح قريبًا من السيناتور تشارلز سومنر وكان معه عند وفاته. في أواخر حياته، عاد إلى رود آيلاند، حيث واصل عمله كزعيم مجتمعي وناشط في مجال الحقوق المدنية.

## نشأته
ولد جورج توماس داونينغ في مدينة نيويورك في 30 ديسمبر 1819 لأبوين هما توماس داونينغ وريبيكا (ويست). وُلد والده توماس عام 1791 في تشينكوتيغ، فيرجينيا، لأبوين تحررا من العبودية عندما تحول سيدهما جون داونينغ، وهو مزارع بارز، إلى الميثودية. أخذ الزوجان كنيته وكانا أيضًا ميثوديين. سميت الجماعة الميثودية المحلية منزل اجتماعهم في أوك هيل على اسم داونينغ بسبب أفعاله. استأجر داونينغ والدي توماس للعمل على رعاية منزل الاجتماع، ووفر مدرسًا لتوماس. نشأ توماس وهو يتعلم عن الأذواق الراقية من الضيوف الذين استضافهم جون داونينغ في منزله، بالقرب من الأرض التي أعطيت لوالديه. بعد أن سمع ابنه جورج روايات من والده الناجح في نيويورك، وصف هؤلاء الضيوف فيما بعد بأنهم العائلات الرائدة في فرجينيا.
غادر توماس داونينغ فيرجينيا عندما كان شابًا وتوجه شمالًا إلى فيلادلفيا، حيث التقى وتزوج ريبيكا ويست، وهي سوداء حرة. كان يعمل لبعض الوقت في حانة المحار. بحلول عام 1819 انتقلوا إلى نيويورك. أنجب الزوجان خمسة أطفال: جورج، توأمان توماس وهنري، جين، وبيتر ويليام.
كان داونينغ الأب في البداية يجمع مِهاد المحار في شقق جيرسي، ولكن بحلول عام 1825 اشترى مؤسسة لتناول الطعام في الطابق السفلي في 5 شارع برود في مانهاتن. توسع تدريجيًا في مساحات أخرى في تلك الكتلة، وطور مطعم محار راقٍ مع أطباق لجذب الرجال البيض الأقوياء من رجال الأعمال والمال في تلك المنطقة من المدينة. بمرور الوقت، جذبت أعماله زوارًا أجانب بارزين، بما في ذلك تشارلز ديكنز ولورد موربيث. كان من المعروف أن داونينغ أرسل بعض المحار الأمريكي إلى الملكة فيكتوريا، تقديرًا لها، وهي أرسلت ساعة كرونومتر ذهبية إلى توماس تحت رعاية العميد البحري جوزيف كومستوك. ارتادت عائلة داونينغ كنيسة القديس فيليب الأسقفية، وهي أول كنيسة أسقفية أمريكية من أصل أفريقي في المدينة. أصبح توماس أحد أغنى أعضائها؛ كانت مركزًا للرجال والعائلات الذين كانوا طموحين ويعملون بجد. توفي توماس في 10 أبريل 1866، بعد عدة سنوات من وفاة زوجته ريبيكا.
شدد الوالدان على التعليم من أجل التقدم، وتلقى داونينغ وشقيقيه التوأم، توماس وهنري، تعليمهم في مدينة نيويورك، بينما درس بيتر الأصغر لعدة سنوات في باريس. ماتت أختهم وهي صغيرة. أصبح ابن هنري، هنري فرانسيس داونينغ، بحارًا وقنصلًا ومؤلفًا وكاتبًا مسرحيًا مشهورًا.
كان تشارلز سميث يُحاضر في المدرسة الأولى التي ارتادها جورج في شارع أورانج؛ ودرس جورج بعد ذلك في مدرسة مولبيري ستريت، المعروفة أيضًا باسم المدرسة الأفريقية الحرة. عندما كان طفلًا، كان من المعروف أن داونينغ يقود الطلاب السود الآخرين لمطاردة البيض الذين يضايقونهم. أتاحت شهرة والده في نيويورك لجورج العديد من التجارب الفريدة. على سبيل المثال، التقى لافاييت عندما قام بجولة في الولايات خلال فترة طفولة داونينغ. عندما كان في الرابعة عشرة من عمره، نظم داونينغ مجتمعًا أدبيًا لأقرانه؛ تضمنت موضوعات المناقشة الخاصة بهم قرار الامتناع عن الاحتفال بالرابع من يوليو كعطلة ولماذا لا ينبغي أن يحتفل السود بإعلان الاستقلال. تعرضوا للاستهزاء حتى حققوا المساواة القانونية في الولايات المتحدة. كان من بين زملاء الدراسة المشاركين في المجتمع فيليب بيل وألكسندر كروميل وجيمس ماكيون سميث وهنري هايلاند جارنت، وجميعهم أصبحوا قادة كبالغين. أيضا كشباب، بدأ داونينغ العمل كوكيل للسكك الحديدية تحت الأرض. كان من بين أعماله الأولى مساعدة ليتل هنري، وهو عبد سُجن في نيويورك. التحق داونينغ بكلية هاميلتون في شمال ولاية نيويورك.